# Tipsy Belfair
Tipsy Belfair, známý také jako Avions Fairey Belfair, nazvaný po jeho konstruktérovi Ernestu Oscaru Tipsovi. Byl to dvoumístný lehký letoun, vyrobený po druhé světové válce v Belgii společností Avion Fairey SA.

## Vznik a vývoj
Tipsy Belfair byl pokusem společnosti Avion Fairey SA z Gosselies po druhé světové válce opět vstoupit na trh sportovních letadel. Tipsy Belfair navazoval na předchozí typ Tipsy B konstruktéra Tipse z předválečných let. Na rozdíl od něj měl již plně krytou kabinu pilotů. Návrhářem tohoto letounu byl opět Ernest Oscar Tips.
Letoun byl veřejnosti představen na mezinárodní letecké výstavě v Bruselu, kterou uspořádal belgický Královský aeroklub v červenci 1947. Většina vystavovaných strojů vč. Tipsy Belfair se zúčastnila 6. července národního leteckého dne na letišti Brusel-Evere/Haren, 13. července leteckého dne v Lutychu a 16. července na předvádění sportovních letadel na letišti Grimbergen (Recreatief Vliegveld Grimbergen) nedaleko Bruselu.
Celkem bylo vyrobeno 7 letounů (výr. č. 531–537) a jedna přestavba z Tipsy B (výr. č. 512), které byly imatrikulovány v Belgii (OO-TIA, OO-TIB, OO-TIC), ve Spojeném království (OO-DUN/G-AFJR, OO-TIE/G-APIE, OO-TIF/G-APOD, OO-TIG/G-AOXO) a také na Novém Zélandu, kam byl prodán původně "belgický" letoun OO-TIB a potom zde létal s imatrikulací ZK-BGZ až do 8. prosince 1956, kdy byl odepsán po nehodě v Rotorua.

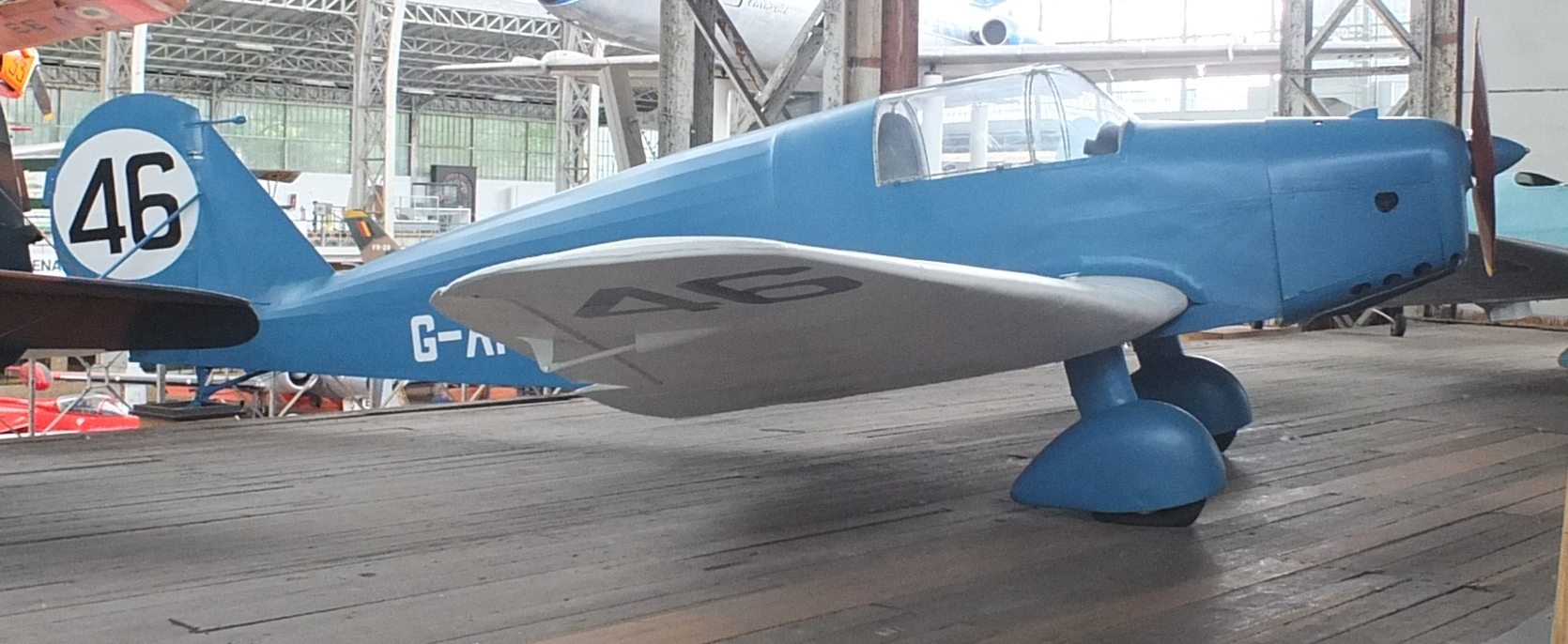
Tipsy Belfair v Bruselu (2016)

## Popis letounu
Dolnokřídlý jednoplošník měl samonosnou konstrukci převážně ze dřeva s výjimečně aerodynamicky čistými liniemi. Potah byl vyroben z překližky a plátna. Klasický pevný podvozek byl ostruhového typu. Hlavní kola byla zakrytá. Kabina pilotů byla krytá a piloti seděli vedle sebe. Letadlo bylo možné ovládat z obou míst, protože knipl pro ovládání křidélek a výškovek byl umístěn uprostřed kokpitu. Pedály pro ovládání kormidla byly k dispozici před každým sedadlem.
Letadlo bylo poháněno invertním vzduchem chlazeným čtyřválcovým řadovým motorem Walter Mikron. Kapacita palivové nádrže byla 60 l benzínu.
Letoun se vyznačoval velmi malými požadavky na délku vzletové a přistávací dráhy (STOL). Obě hodnoty byly jen 80 m.

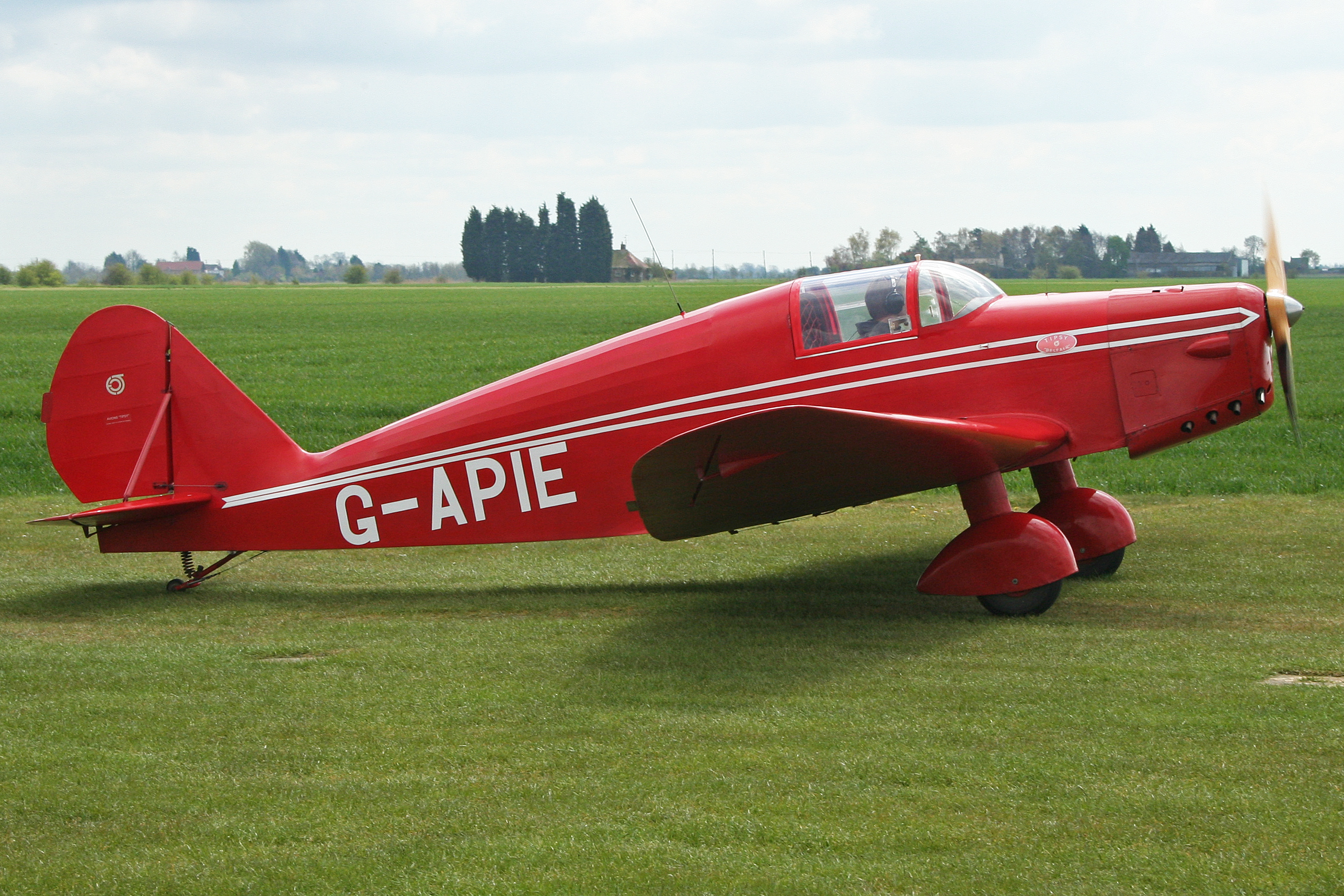
Tipsy Belfair na letišti Fenland Airfield (2012)

## Použití
Letadlo dosahovalo výborných výkonů. Dvakrát byl s tímto strojem překonán světový rekord FAI na vzdálenost v přímé linii, v podtřídě C-1-a letounů s hmotností do 500 kg. První z těchto letů provedl Albert Van Cotthem 21. srpna 1950 a na trase Brusel – Grimbergen (Biarritz), kdy urazil 945 km. Druhý rekord byl vytvořen pilotem P.I.R. Andersenem na trase z belgického Chièvres do Sidi-Ifni jihozápadním Maroku. Let se uskutečnil ve dnech 3.–4. srpna 1955 a téměř ztrojnásobil vzdálenost na 2 635,2 km za 18 hodin a 35 minut. Pro tento rekordní let byl letoun vybaven další nádrží na palivo o objemu 195 litrů a také byla zvýšena kapacita olejové nádrže na 18 litrů. Oba výkony byly provedeny ve stejném letadle vyrobeném v roce 1947 s belgickou imatrikulací OO-TIC (výr. č. 533). Dánský sportovec Peter Ib Riborg Andersen následně za tento výkon obdržel od FAI „Medaili Louise Blériota".
Tipsy Belfair byl bohužel obětí tržní "krize" lehkých letadel po druhé světové válce. Nově postavené letadlo bylo ceněno na 200 000 belgických franků (BEF). Válečné "přebytky" např. Piper J-3 Cub a podobná letadla se prodávala ve stejnou dobu přibližně za 30 000 BEF.
Přestože po zalétání prototypu bylo ve výstavbě šest draků, v Belgii byly dokončeny pouze tři. Když bylo zřejmé, že letadla jsou neprodejná, byly rozestavěné stroje ve stavu „tak, jak jsou“ prodány. Zakoupil je D. Heaton z Speetonu v hrabství Yorkshire a byla dokončena ve Velké Británii, společně s dalším letounem přeměněným z předválečného Tipsy B Trainer na standard Tipsy Belfair

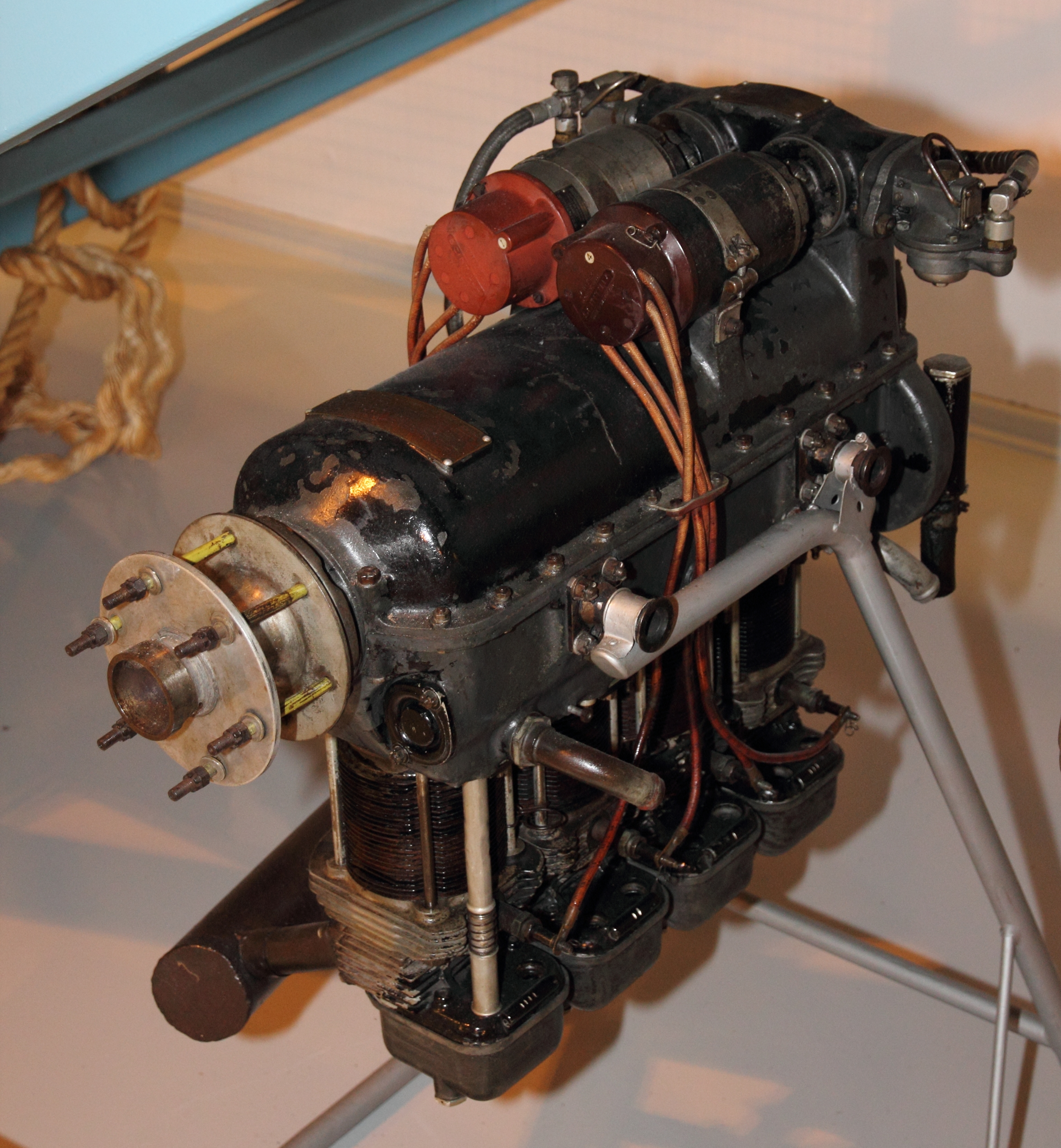
Walter Mikron II z letounu Tipsy v Leteckém muzeu ve středním Finsku (Keski-Suomen ilmailumuseo)

## Dochované exempláře
- Tipsy B Trainer (výr. č. 2, OO-DUN) byl postaven v roce 1938 jako Tipsy Trainer 1, ale po druhé světové válce byl v roce 1947 přestavěn na konfiguraci Tipsy Belfair s uzavřenou kabinou (G-AFJR).[7] Z leteckého rejstříku byl vymazán 12. dubna 1989[8] a "prodán" zpět do Belgie. Krásně zrekonstruovaný letoun je vystaven v belgickém Královském vojenském muzeu v Bruselu.
- Tipsy Belfair (G-APIE, výr. č. 535) vyrobený v roce 1958 je provozován Davidem Bealem ve Spojeném království. Tento Tipsy Belfair v roce 1986 "absolvoval" generální opravu u společnosti SkySport Engineering Ltd.[9] Druhý dochovaný letoun (vyrobený rovněž v roce 1958) létal ve Spojeném království s imatrikulací G-APOD (výr. č. 536). Tento letoun s "pozastavenou" imatrikulací je od roku 2001 restaurován.[4]

## Specifikace
Data dle

### Technické údaje
- Posádka: 2
- Rozpětí: 9,50 m
- Délka 6,60 m
- Výška: 1,73 m
- Nosná plocha: 12,00 m2
- Plošné zatížení: 41,7 kg/m2
- Hmotnost prázdného letounu: 245 kg
- Vzletová hmotnost: 487 kg
- Pohonná jednotka: 1× řadový vzduchem chlazený invertní čtyřválcový motor Walter Mikron II
- Výkon pohonné jednotky
  - maximální, vzletový: 45,6 kW/ 62 k při 2800 ot/min
  - nominální, jmenovitý: 44,1 kW/60 k při 2600 ot/min
- Vrtule: dvoulistá dřevěná s pevnými listy
- Spotřeba paliva: 8 l/100 km

### Výkony
- Maximální rychlost: 175 km/h
- Cestovní rychlost: 160 km/h
- Nejmenší rychlost: 60 km/h
- Dostup: 6 000 m
- Dolet: 750 km
- Stoupavost: 2,5 m/s (152 m/min)